# Без свидетелей (фильм, 1966)
«Без свидетелей» — советский короткометражный фильм 1966 года, снятый Олегом Гречихо на киностудии «Мосфильм».
Экранизация новеллы Анатолия Клещенко «Дело прекратить нельзя».
Премьера фильма состоялась 4 июля 1966 года.

## Сюжет
Честного молодого охотника Бурмакина оговаривает злобный браконьер Канюков. Его лишают ружья, патронов, из-за чего, он уходит из села, решив добиться правды и вывести Канюкова на чистую воду.

## В ролях
- Леонид Куравлёв — Бурмакин
- Сергей Плотников — Канюков
- Пётр Кононыхин — миллиционер

## Съёмочная группа
- Автор сценария: Мария Смирнова
- Режиссёр-постановщик: Олег Гречихо
- Оператор: А. Егоров
- Художник: Борис Чеботарёв
- Звукооператор: Григорий Коренблюм
- Гримёр: З. Егорова
- Монтажёр: Клавдия Алеева
- Редактор: Елена Скиданенко
- Директор картины: Виталий Кривонощенко